# 2017年7月臺灣
| << | 2017年7月 （民國106年） | >> |    |    |    |    |
| \| 日 \| 一 \| 二 \| 三 \| 四 \| 五 \| 六 \| \| \| \| \| \| \| \| 1 \| \| 2 \| 3 \| 4 \| 5 \| 6 \| 7 \| 8 \| \| 9 \| 10 \| 11 \| 12 \| 13 \| 14 \| 15 \| \| 16 \| 17 \| 18 \| 19 \| 20 \| 21 \| 22 \| \| 23 \| 24 \| 25 \| 26 \| 27 \| 28 \| 29 \| \| 30 \| 31 \| \| \| \| \| \| |                         |    |    |    |    |    |
| 臺灣新聞動態／維基新聞 |                         |    |    |    |    |    |
| 世界／中国大陆／臺灣 |                         |    |    |    |    |    |
| 日 | 一                      | 二 | 三 | 四 | 五 | 六 |
| |                         |    |    |    |    | 1  |
| 2 | 3                       | 4  | 5  | 6  | 7  | 8  |
| 9 | 10                      | 11 | 12 | 13 | 14 | 15 |
| 16 | 17                      | 18 | 19 | 20 | 21 | 22 |
| 23 | 24                      | 25 | 26 | 27 | 28 | 29 |
| 30 | 31                      |    |    |    |    |    |

## 7月1日
- 新竹縣新埔鎮上的中華電信機房，因中午電力空調發生問題起火，影響1萬1129位市話用戶及30座3G基地台[1]。
- 因中華電信未能與中華電信MOD部分頻道營運商協商完成組合頻道套餐價格，中華電信MOD豪華套餐從原先超過100個頻道縮為59個頻道。

## 7月5日
- 三立電視董事長林崑海與民主進步黨高雄市議員顏曉菁的婚外情緋聞，引發「政媒不分」、「把媒體公器當成私人工具」之疑慮，平面媒體與網路媒體都在討論此事；但同日，三立新聞不報導此涉己新聞，其他主流的電視新聞頻道幾乎也都不報導此事，國家通訊傳播委員會也沒有檢討此現象[2]。

## 7月7日
- 新北市政府交通局公告，禁止租賃自行車停放於三重區、土城區、中和區等11區的機車停車位，以及捷運站、火車站等大眾運輸場站周邊的自行車停車位。[3][4]

## 7月8日
- 歌手蕭賀碩與歌手巴賴應中華民國總統府邀請於總統府開放參觀日上台演出，演出至第三首歌時拿出原住民族轉型正義小教室標語毛巾「沒有人是局外人」，被總統府人員要求撤下毛巾，甚至表演結束後想要參觀總統府還被拒絕。蕭賀碩說，他們表演結束要離開總統府，還被一群人盯著直到人行道，「急忙到連表演費都忘了付」[5]。總統府回應，當時總統府工作人員並未阻止歌手掛出布條標語、並未要求歌手取下布條標語、並未中斷演出，而是告知領團經紀人相關規定，提醒是否不要再有與表演無關的活動；隨後經紀人在歌曲結束後上台，與歌手共同取下布條標語[6]。

## 7月9日
- 前臺中市市長張溫鷹的女兒陳俞融擔任民主進步黨國際事務部副主任，在民進黨秘書長洪耀福與全體黨工座談時，不滿基層黨工抱怨「薪水低、加班費卡很死」，怒嗆黨工「想要賺錢就不要來民進黨」，引發爭議，還被曾受民進黨台灣民主學院邀請講課的插畫家厭世姬作畫諷刺[7][8]。

## 7月12日
- 台灣搜尋引擎最佳化業界講師連啟佑在個人Facebook表示，原訂臺南市工商策進會「SEO 策略與實務」的一場課程，卻因辦課單位出不起交通費，以及對講師的不尊重，而取消該講座[9]。臺南市工商策進會總幹事王建民表示，該事件純粹是承辦員不察與輕忽，已經致電給連啟佑致歉，再次邀請連啟佑回來上課[10]。

## 7月14日
- 前副總統呂秀蓮在Facebook以錄影的方式發表臺灣同性婚姻釋憲案評論，認為不該針對《民法》沒有規定的條文宣布無效，並且要求司法院大法官應該跟社會道歉[11]。

## 7月15日
- 游泳選手丁聖祐在2017年夏季世界大學運動會中華台北代表團游泳代表隊名單公佈後，於個人的YouTube頻道上傳影片，及於體育改革聯會Facebook專頁指控中華民國游泳協會遴選過程黑箱作業[12]。對於參賽標準的質疑，中華民國游泳協會理事長許東雄人在2017年世界游泳錦標賽現場，由游泳代表隊總教練李澄峯代為三點回應[13]。

## 7月16日
- 國立臺灣大學教師葉丙成在Facebook表示，質疑2017年夏季世界大學運動會派全國大專校院運動會100公尺蝶式金牌的選手黃渼茜去參加50公尺蝶式比賽項目，而非全國大專校院運動會50公尺蝶式金牌的丁聖祐，明顯有誤導臺灣社會大眾的說詞[14]。教育部體育署副署長林哲宏、中華民國大專院校體育總會秘書長曾慶裕和李澄峯召開記者會表示，尚未報名選手的個人項目，也沒有確認黃渼茜會報名50公尺蝶式；但為了平息外界爭議，決定女子游泳隊6名徵召入選的夏季世界大學運動會國家選手中除廖曼汶參加個人賽事外，其他選手皆不參加個人比賽項目[15]。